# دیوید کوچنر
دیوید کوچنر (به انگلیسی: David Koechner) (زاده ۲۴ اوت ۱۹۶۲) بازیگر آمریکایی است.
از فیلم‌های معروف او می‌توان به بازی در فیلم‌های اسمارت را بگیر، انتظار...، من یکی و تنها، نیمه حرفه‌ای، اجناس، بزن و فرار کن، من اینجا نیستم، دختر رئیس من، عدالت برادر، ۳ روز با پدر، چیپس و مقصد نهایی ۵ اشاره کرد.